# Tangata Mouauri Vavia
Tangata Mouauri Vavia est un homme politique des îles Cook né le 8 septembre 1949 sur l'île de Mitiaro.

## Formation
Il fait ses études primaires à Mitiaro et à la Nikao Side School (Rarotonga). De 1964 à 1968, il  rejoint le Tereora College. En 1998, il obtient un diplôme en administration publique.  

## Vie professionnelle
Il commence sa vie professionnelle en 1969 au Ministère des Travaux publics. Il devient l'année suivante agent de police des îles Cook, fonction qu'il occupe jusqu'en 1992.

## Carrière politique
Tangata Vavia est élu pour la première fois à la députation dans la circonscription de Mitiaro lors des élections de 1994, sous l'étiquette du Democratic Party. Il a depuis cette date toujours été réélu.
Nommé ministre à plusieurs reprises depuis 1999, il obtint les portefeuilles de ministre de la Justice et des Îles extérieures sous le gouvernement de Terepai Maoate (novembre 1999 - février 2002), puis de nouveau sous celui de Robert Woonton (janvier 2003 - novembre 2003).  En septembre 2005 à la suite du limogeage du gouvernement de Geoffrey  Henry, il rejoignit le gouvernement de Jim Marurai en tant que ministre des Transports, de la Justice et de l'Énergie. Maintenu à son poste après la victoire du Democratic Party en 2006, il démissionna de ses fonctions ministérielles le 23 décembre 2009 par solidarité envers le chef de son parti Terepai Maoate que Marurai venait à son tour de limoger à la suite du fiasco de l'affaire "fuel farm".

## Vie personnelle
Tangata Vavia est marié à Linda (née Powell) de Rarotonga, avec qui il a quatre enfants. 